# Amtsgericht Knesebeck

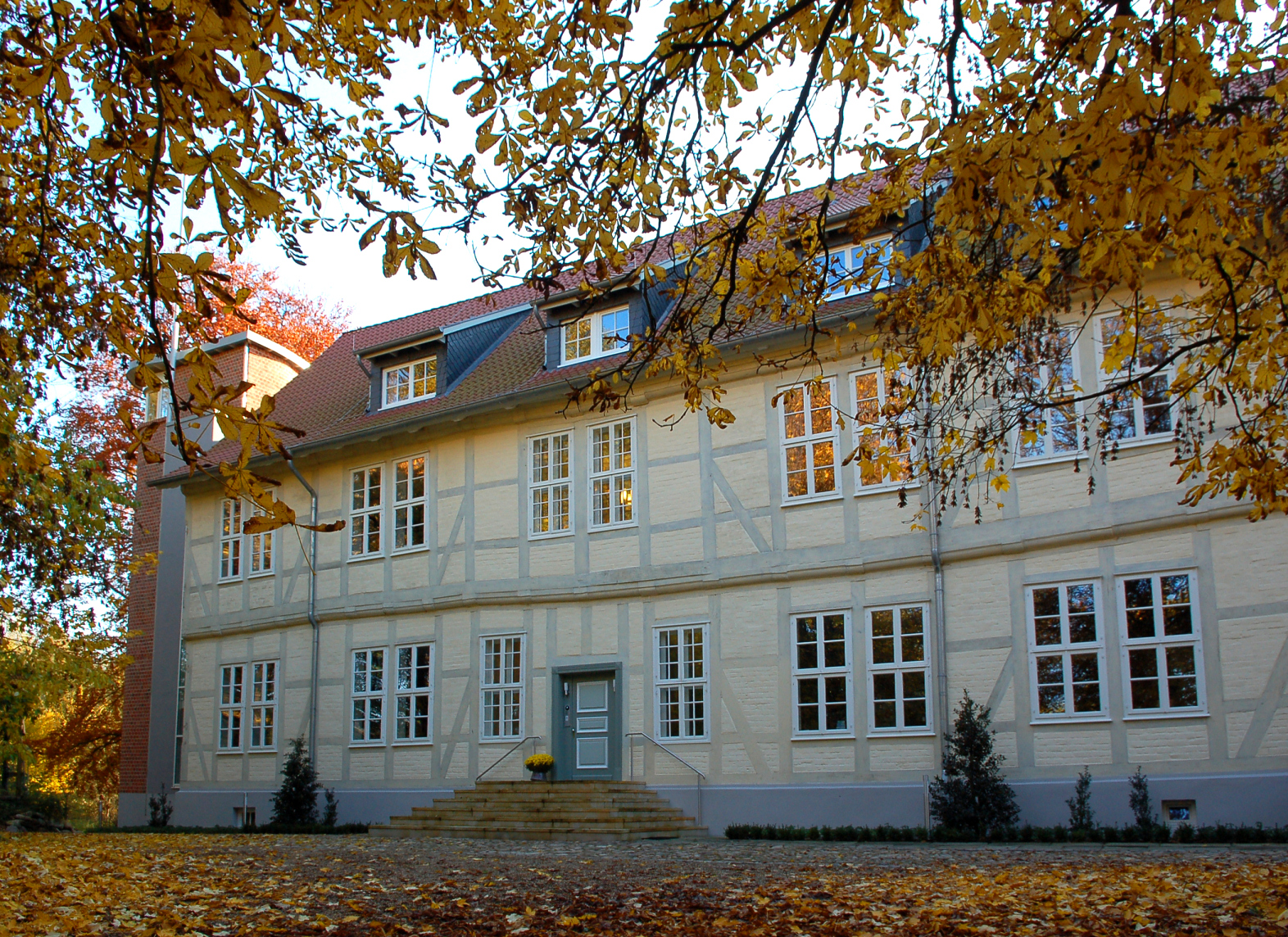
Amtshaus

Das Amtsgericht Knesebeck war ein Gericht der ordentlichen Gerichtsbarkeit in Knesebeck. Sitz des Gerichtes war das Amtshaus, die ehemalige Burg.
Nach der Revolution von 1848 wurde im Königreich Hannover die Rechtsprechung von der Verwaltung getrennt und die Patrimonialgerichtsbarkeit abgeschafft.
Das Amtsgericht wurde daraufhin mit der Verordnung vom 7. August 1852 die Bildung der Amtsgerichte und unteren Verwaltungsbehörden betreffend als königlich hannoversches Amtsgericht gegründet.
Es umfasste das Amt Knesebeck.
Das Amtsgericht war dem Obergericht Celle untergeordnet. Im Jahre 1859 wurde das Gericht aufgelöst und der Gerichtsbezirk dem Amtsgericht Isenhagen zugeordnet.